# Maćkowo (gmina)
Maćkowo – dawna gmina wiejska istniejąca na przełomie XIX i XX wieku w guberni suwalskiej. Siedzibą władz gminy było Maćkowo (lit. Mockai).
Za Królestwa Polskiego gmina Maćkowo należała do powiatu suwalskiego w guberni suwalskiej.
W 1884 roku gmina liczyła 12129 mórg obszaru i składała się z miejscowości Maćków (Maćkowo), Margotroki, Miklaszewo, Miklaszówka, Nowiniki, Olkśniany-Nowe, Olkśniany-Stare, Palnica, Radziszki, Rudniki, Rudka, San-Gruda, Świdziszki i Użukalnie.
Po odzyskaniu niepodległości przez Polskę i Litwę główna część powiatu suwalskiego pozostała przy Polsce; jedynie położona najdalej na wschód gmina Maćkowo (oprócz Olkśnian, które pozostały w Polsce) – przypadła w 1919 roku państwu litewskiemu.